# Пархоцин
Пархоцин (пол. Parchocin) — село в Польщі, у гміні Новий Корчин Буського повіту Свентокшиського воєводства.
Населення — 348 осіб (2011).
У 1975-1998 роках село належало до Келецького воєводства.

## Демографія
Демографічна структура на день 31 березня 2011 року:
|          | Загалом | Допрацездатний вік | Працездатний вік | Постпрацездатний вік |
| -------- | ------- | ------------------ | ---------------- | -------------------- |
| Чоловіки | 179     | 24                 | 121              | 34                   |
| Жінки    | 169     | 19                 | 89               | 61                   |
| Разом    | 348     | 43                 | 210              | 95                   |